# Axel Auriant
Axel Auriant-Blot (sinh ngày 1 tháng 1 năm 1998) là một nam diễn viên và tay trống chuyên nghiệp người Pháp. Anh được biết đến nhiều nhất qua vai chính Lucas Lallemant trong phiên bản Pháp của phim truyền hình Na Uy Skam.